# Banchus moppiti
Banchus moppiti är en stekelart som beskrevs av Michael G. Fitton 1985. Banchus moppiti ingår i släktet Banchus och familjen brokparasitsteklar. Inga underarter finns listade.